# Médonville
Médonville ist eine auf 330 Metern über Meereshöhe gelegene französische Gemeinde im Département Vosges in der Region Grand Est (bis 2015 Lothringen). Sie gehört zum Kanton Vittel im Arrondissement Neufchâteau. Nachbargemeinden sind Malaincourt im Nordosten, Aingeville im Südosten, Urville im Süden, Soulaucourt-sur-Mouzon im Südwesten, Outremécourt im Westen sowie Gendreville im Nordwesten.

## Bevölkerungsentwicklung
| Jahr      | 1962 | 1968 | 1975 | 1982 | 1990 | 1999 | 2008 | 2019 |
| --------- | ---- | ---- | ---- | ---- | ---- | ---- | ---- | ---- |
| Einwohner | 150  | 137  | 116  | 108  | 84   | 84   | 72   | 74   |

## Sehenswürdigkeiten
- ehemalige romanische Kirche Notre-Dame, Monument historique, heute Friedhofskapelle
- „neue“ Kirche Notre-Dame
- Kapelle des ehemaligen Waisenhauses
- Rathaus- und Schulgebäude, erbaut 1855

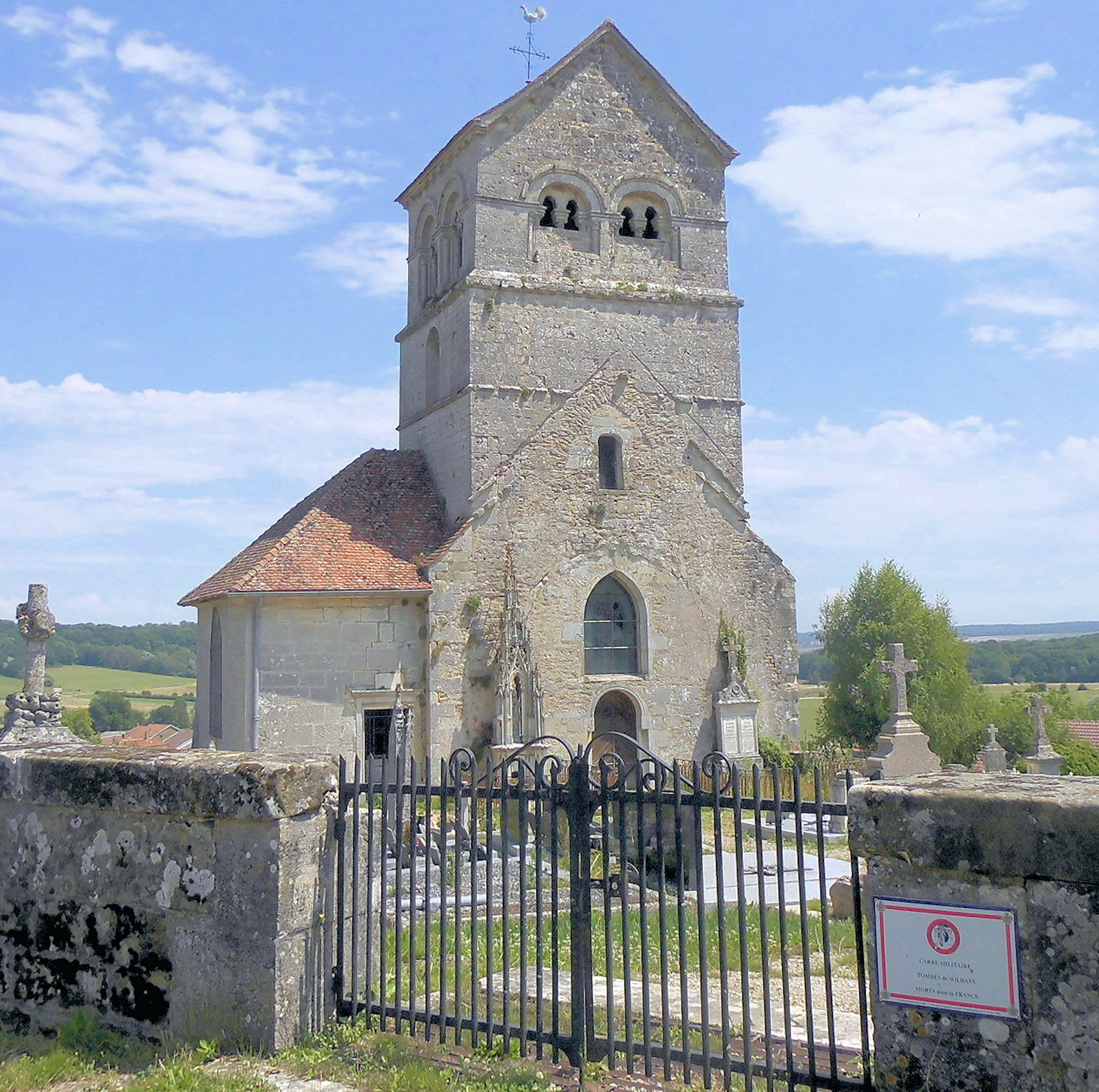
Ehemalige Kirche Notre-Dame
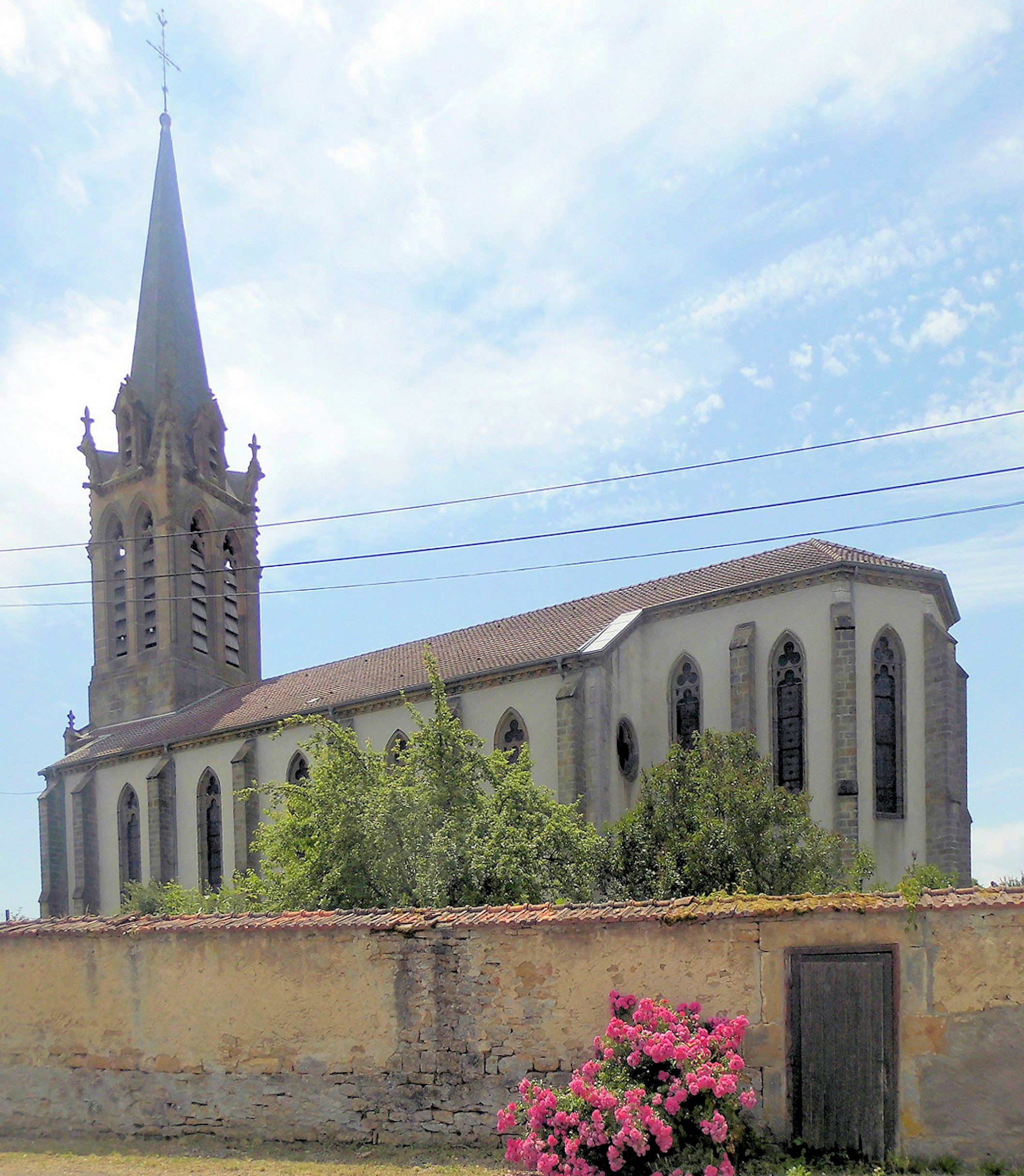
Kirche Notre-Dame
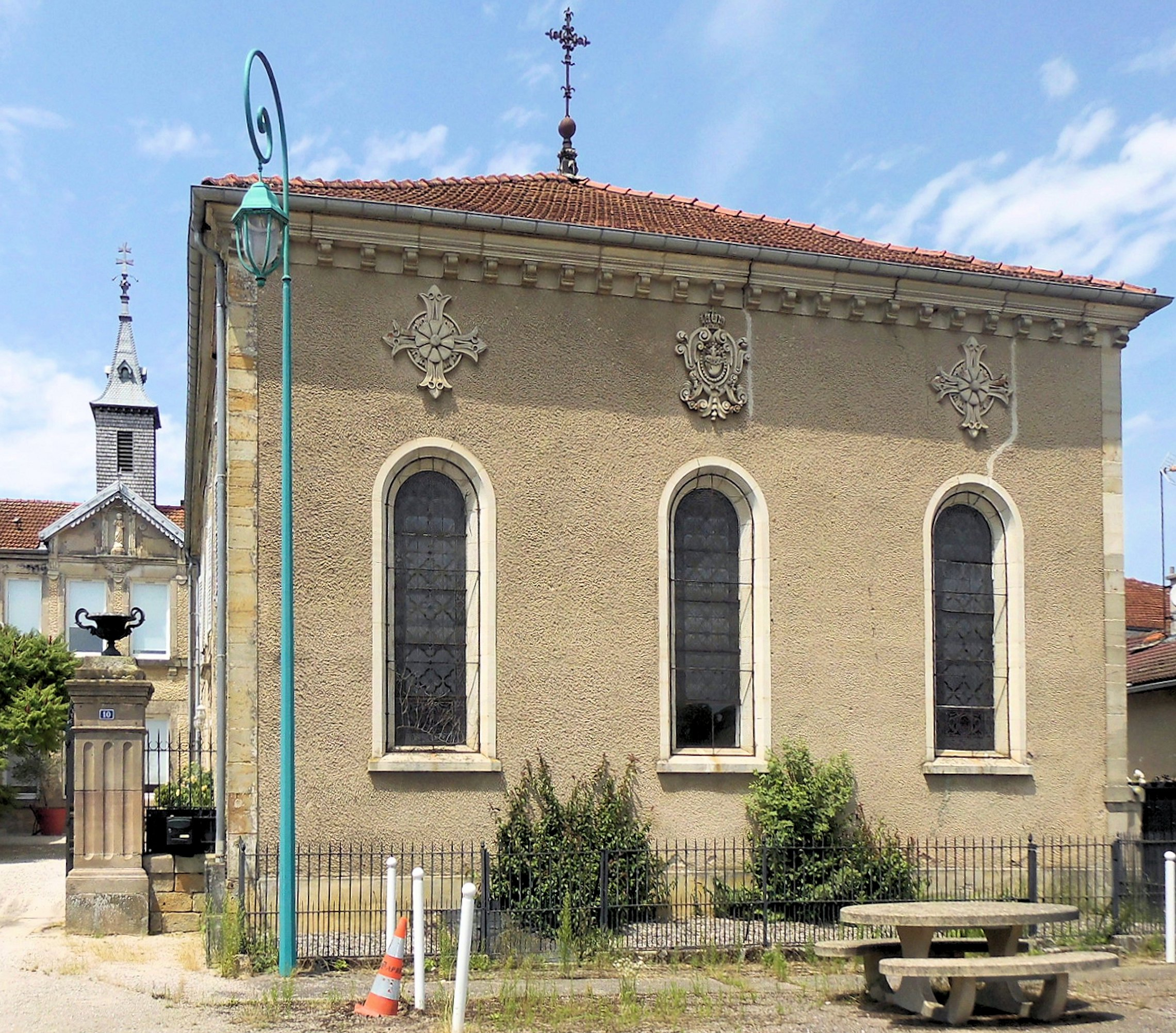
Kapelle des ehemaligen Waisenhauses